# 吉野俊郎
吉野 俊郎（よしの としろう、1960年9月5日 - ）は、日本の現役ラグビー選手。

## プロフィール
- 茨城県出身。
- 現役時代のポジションは主にウィング(WTB)及びセンター(CTB)。
- 日本代表キャップは7。

## 来歴
茨城県立日立第一高校を経て早稲田大学へと進む。
早稲田大学時代には、本城和彦、津布久誠とともに、『三羽烏』と謳われ、一躍スタープレーヤーにのし上がった。当時はセンターのポジションにつくことが多かったが、走力に秀でていたこともあってか、本城からパスを受けると、そのままトライするケースが少なくなかった。したがって後に、ウィングでも起用される機会が増えるようになった。
その後、本城とともにサントリー（現 サントリーサンゴリアス）に進み、入社当時は新興チームに過ぎなかった同チームを、全国社会人ラグビーフットボール大会（以下、全国社会人大会）で優勝を争える程度にまでチーム力を引き上げた。
しかし、大学、社会人を通じて、全国規模の大会で優勝する機会に恵まれないまま、35歳の年齢となった1995年度シーズンを迎えることになった。
全国社会人大会において、サントリーは決勝トーナメント1回戦で、同大会7連覇中の神戸製鋼と対戦。20-20の同点ながらも、トライ数上位で準決勝進出権を獲得し、神戸製鋼の同大会8連覇を阻止した。その後勢いに乗ったサントリーは、準決勝で東芝府中に圧勝。そして決勝の三洋電機戦では27-27の同点で双方優勝となったが、トライ数はサントリーのほうが多かったため、日本ラグビーフットボール選手権大会（以下、日本選手権）への出場権を獲得することになった。そしてこの大会で大活躍したのが吉野。東芝府中戦、三洋電機戦と、いずれもウィングとして出場した吉野は、それぞれの試合で3つのトライを奪った。そしてその後、明治大学を破った日本選手権でも優勝メンバーとして名を連ねた。
その後、サントリー大阪本社への転勤辞令が出たため、同チームでの活動は終了することになったが、クラブチームである六甲クラブでプレーを継続し、1999年度の全国クラブラグビーフットボール大会で優勝を経験した。
現在はトップイーストリーグCのワセダクラブトップラッシャーズに所属しており、2022年度シーズンの対IBM戦、対船岡自衛隊戦に出場し、トップイーストの最年長出場記録を更新した。出場時の年齢は62歳。
社業では、サントリービア＆スピリッツ株式会社 市場開発本部広域営業第1部 部長、サントリー酒類株式会社 静岡支店長を経て、2017年4月より市場開発本部 広域営業第3部長に就任した。

## エピソード
- 1995年度の全国社会人大会決勝戦の実況を担当した朝日放送アナウンサーの伊藤史隆は、吉野がトライを奪うたびに、『35歳！吉野！』を連呼した。